# Eublepharis angramainyu
Espèce
Synonymes
- Eublepharis ensafi Baloutch & Thireau, 1986

Statut de conservation UICN

 DD  : Données insuffisantes
Eublepharis angramainyu est une espèce de geckos de la famille des Eublepharidae.

## Répartition
Cette espèce se rencontre en Iran, en Irak, en Syrie et en Turquie.

## Description
C'est un gecko terrestre, nocturne et insectivore.

## Taxinomie
L'espèce Eublepharis ensafi décrite par Baloutch et Thireau, 1986 a été placé en synonymie avec Eublepharis angramainyu par Grismer, 1989.

## Publication originale
- Anderson & Leviton, 1966 : A new species of Eublepharis from Southwestern Iran (Reptilia: Gekkonidae). Occasional Papers of the California Academy of Sciences, n. 53, p. 1-5 (texte intégral).